# 六盘山镇
六盘山镇，是中华人民共和国宁夏回族自治区固原市泾源县下辖的一个乡镇级行政单位。

## 行政区划
六盘山镇下辖以下地区：
什字村、张堡村、和尚铺村、五里村、杨庄村、太阳洼村、半个山村、大庄村、李庄村、马西坡村、东山坡村、刘沟村、周沟村、蒿店村、农林村、花果村、板沟村、塔湾村、幸和村、双合村、双沟村和牡丹村。